# دولبي فيجن
دولبي فيجن (بالإنجليزية: Dolby Vision)‏ هي مجموعة من التقنيات التي طورتها دولبي لابوراتوريز لمقاطع الفيديو ذات النطاق الديناميكي العالي (HDR). يغطي إنشاء المحتوى وتوزيعه وتشغيله. يتضمن بيانات وصفية ديناميكية تُستخدم لضبط وتحسين كل إطار من إطار فيديو HDR لإمكانيات شاشة المستهلك بطريقة يحددها منشئ المحتوى.
تم تقديم دولبي فيجن في عام 2014، مما يجعلها أول تنسيق HDR متاح. HDR10+ هو تنسيق HDR منافس يستخدم أيضًا البيانات الوصفية الديناميكية.
دولبي فيجن آي كيو (بالإنجليزية: Dolby Vision IQ)‏ هو تحديث مصمم لتحسين محتوى دولبي فيجن وفقًا للإضاءة المحيطة.
تستخدم دولبي سينما دولبي فيجن أيضًا؛ إنه يستخدم 108 شمعة، مقارنة باستخدام دور السينما SDR لـ48 شمعة و2.6 جاما.